# The Information
The Information è il decimo album discografico del cantautore statunitense Beck, pubblicato nel 2006.

## Vendite
L'album ha raggiunto la settima posizione della Billboard 200 negli Stati Uniti dove ha venduto (al luglio 2008) circa 434 000 copie. Ha avuto un ottimo successo anche in Canada (sesto posto in classifica, disco d'oro con oltre 50 000 copie vendute).

## Tracce
1. Elevator Music – 3:38
2. Think I'm in Love – 3:20
3. Cellphone's Dead – 4:46
4. Strange Apparition – 3:48
5. Soldier Jane (Beck, Nigel Godrich) – 3:59
6. Nausea – 2:55
7. New Round – 3:26
8. Dark Star – 3:45
9. We Dance Alone – 3:57
10. No Complaints – 3:00
11. 1000BPM – 2:32
12. Motorcade (Beck, Godrich) – 4:15
13. The Information – 3:46
14. Movie Theme (Beck, Godrich) – 3:53
15. The Horrible Fanfare/Landslide/Exoskeleton (Beck, Godrich) – 10:36

## Formazione
- Beck - voce, chitarra acustica, chitarra elettrica, melodica, piano, organo, tastiere, programmazione, effetti, scratching, sitar, basso, armonica, kalimba, percussioni, batteria, glockenspiel, gameboy
- Nigel Godrich - produzione, missaggio, tastiere, programmazione, effetti, scratching, tamburello, percussioni, cori, kalimba, batteria, fischietto
- Jason Falkner - basso, chitarra elettrica, chitarra acustica, basso africano, sintetizzatore moog, cori, percussioni, batteria
- James Gadson - batteria, percussioni, cori
- Joey Waronker - batteria, percussioni, cori
- Smokey Hormel - intro sounds
- Justin Meldal-Johnsen - intro sounds
- Roger Joseph Manning Jr. - intro sounds
- Alex Acuña - percussioni, cori
- Harvey Mason - batteria
- Brian LeBarton - speak'n spell
- Justin Stanley - chitarra elettrica, chitarra acustica, cori, percussioni, flauto
- Greg Kurstin - tastiere, berimbau, piano, basso, sintetizzatore, cori, chitarra acustica
- DJ Z-Trip - scratching
- Stevie Black - violoncello, percussioni, cori
- Lucia Ribisi - ragazza in Cellphone's Dead
- Cosimo Hansen - parlato
- Sean Davis - basso
- Rachel Shelley - "previsioni di trasporto"
- David Richard Campbell - arrangiamenti archi, conduzione
- Suzie Katayama - archi
- Charlie Bisharat - archi
- Spike Jonze - parlato in Exoskeleton
- Dave Eggers - parlato in Exoskeleton